# Gina Bachauer
Gina Bachauer, gr. Τζίνα Μπαχάουερ (ur. 21 maja 1913 w Atenach, zm. 22 sierpnia 1976 tamże) – grecka pianistka pochodzenia austriackiego.

## Życiorys
Uzdolnienia pianistyczne zaczęła objawiać w wieku 5 lat. W latach 1921–1929 studiowała grę na fortepianie w konserwatorium w Atenach u Woldemara Freemana. Od 1929 do 1932 roku była uczennicą Alfreda Cortota w École normale de musique w Paryżu. W 1933 roku zdobyła złoty medal na międzynarodowym konkursie pianistycznym w Wiedniu. W latach 1933–1935 pobierała prywatnie lekcje u Siergieja Rachmaninowa. Debiutowała w 1935 roku w Atenach z orkiestrą symfoniczną pod batutą Dimitriego Mitropoulosa. W czasie II wojny światowej mieszkała w Aleksandrii, występując dla oddziałów alianckich walczących na Bliskim Wschodzie. W 1946 roku debiutowała w Londynie z New London Orchestra pod batutą Aleca Shermana, którego poślubiła w 1951 roku. W 1950 roku wystąpiła po raz pierwszy w Nowym Jorku, później regularnie koncertowała w Stanach Zjednoczonych. W 1967 i 1969 roku wystąpiła w Polsce. Zmarła niespodziewanie na zawał serca w dniu, w którym miała wystąpić z amerykańską National Symphony Orchestra na międzynarodowym festiwalu muzycznym w Atenach.
W jej repertuarze znajdowały się utwory Beethovena, Schumanna i Brahmsa, a także Czajkowskiego i Rachmaninowa. Od 1976 roku w Salt Lake City co cztery lata odbywa się międzynarodowy festiwal pianistyczny jej imienia.